# Domitia Lepida Major
Domitia Lepida Major (8 př. n. l. – 59) byla nejstarším potomkem Antonie Major a konzula Lucia Domitia Ahenobarba, a nejstarší vnučkou triumvira Marka Antonia, praneteří římského císaře Augusta, druhou sestřenicí a švagrovou císaře Caliguly, sestřenicí císaře Claudia, tetou císařovny Messaliny a císaře Nera. Měla dva mladší sourozence: sestru Domitiu Lepidu Major a bratra Domitia Ahenobarba.
Provdala se za konzula Decima Hateria Agrippu, který zemřel v roce 32 jako oběť Tiberiovy vlády teroru. Domitia porodila asi v roce 20 Aggripovi syna Quinta Hateria Antonina. V roce 33 se znovuprovdala za duchaplného, bohatého a vlivného Gaia Sallustia Crispa Passiena. Crispus byl adoptivní vnuk a biologický praprasynovec historika Sallustia.
Po lednu 41 se Crispus s Domitiou rozvedl a oženil se s její bývalou švagrovou Agrippinou mladší, která se vrátila z exilu. Tím se stal Crispus nevlastním otcem Agrippinina syna Lucia Domitia Ahenobarba (Nero), který byl Domitiným synovcem. Crispus brzy záhadně zemřel, zanechavši Agrippině a jejímu synovi spoustu peněz.
Během vlád Caliguly, Claudia a Nera byla vlivnou protivnicí Agrippiny. V červnu 59 zemřela upoutána na lůžko s těžkou zácpou. Nero ji v té době navštívil a ona mu řekla, že když si oholil vousy (římský symbolický čin, který se obvykle uskutečnil během obřadu ve věku dvaceti dva let), ráda by zemřela klidně. Nero se k ní otočil a zažertoval: "Okamžitě to odnesu." Podle pověsti pak nařídil doktorům, aby jí dali smrtelnou dávku projímadla a zatímco umírala jí zabavil majetek. Moderní učenci však nevěří, že by ji nechal Nero otrávit.